# Ruggero Oddi
Ruggero Oddi (Perugia, 20 juli 1864 – Tunis, 22 maart 1913) was een Italiaans fysioloog en specialist in de menselijke anatomie. Oddi is voornamelijk bekend van de sfincter van Oddi, een sluitspier rondom de papil van Vater, welke naar hem is vernoemd.

## Biografie
Oddi werd op 20 juli 1864 geboren in Perugia. In deze plaats begon hij dan ook met het bestuderen van de geneeskunde, om later te gaan studeren aan de universiteit van Bologna. Tijdens zijn doctoraat deed hij onderzoek naar een sluitspier die de toevoer van gal en pancreassap naar de twaalfvingerige darm reguleert. Deze sluitspier werd al eerder ontdekt in 1654 door de Britse arts Francis Glisson. Oddi was echter de eerste die de functie van deze sluitspier adequaat beschreef. Vandaar dat deze sluitspier uiteindelijk naar hem is vernoemd: de sfincter van Oddi.
Het latere leven van Oddi werd gekenmerkt door een verslaving aan morfine.  Hij overleed uiteindelijk op 48-jarige leeftijd in Tunis, op 22 maart 1913.